# Bólgio
Bólgio (em latim: Bolgius; Bolgios), às vezes chamado Bélgio (latinizado na Bélgica), é um chefe de guerra celta, que participou da « Grande expedição » na Macedônia por volta do ano 279 av. J.-C., ao lado de Breno e de Cerétrio. Ele teria tido o comando das forças armadas ocidentais. Derrotou as tropas de Ptolemeu Cerauno, fez este príncipe prisioneiro e o condenou à morte. Parece que ele retorna à Gália depois desta vitória. 
É citado por Pompeu Trogo, Justino e Pausânias.